# Cacostola leonensis
Cacostola leonensis là một loài bọ cánh cứng trong họ Cerambycidae.